# Lorenzo Pignotti
Pour les articles homonymes, voir Pignotti.
Lorenzo Pignotti est un poète, fabuliste et historien italien, né à Figline Valdarno (Toscane) en 1739, mort à Pise en 1812.

## Biographie
Lorenzo Pignotti est né le 9 août 1739 à Figline Valdarno, cinquième enfant du marchand Santi et de Margherita Curlandi.
Ayant pris le grade de docteur en médecine (1763), Lorenzo Pignotti alla exercer à Florence, s’y fit connaître comme poète, puis enseigna successivement, la physique à Florence et à Pise, devint historiographe du royaume d’Étrurie en 1801, conseiller pour l’instruction publique en 1802, auditeur de l’université de Pise en 1807 et recteur de la même université en 1809.
Lorenzo Pignotti est mort le 5 août 1812 d'une attaque inflammatoire de la vessie et fut enterré dans le cimetière monumental de Pise.

## Œuvres
On lui doit des poèmes de circonstance : la Tombe de Shakespeare (1778) ; l’Ombra di Pope; la Felicita dell' Austria e della Toscana 11791) ; des Fables (1779) très estimées en Italie et qui ont eu plusieurs éditions ; une Storia della Toscana (Pise, 1813, 8 vol. in-8°), compilation instructive, mais indigeste, et qui ne jouit que d’une médiocre estime; des opuscules scientifiques et littéraires.
Ses Poésies complètes ont été publiées à Florence (1812-1813, 6 vol.). Bien qu’il soit fort au-dessous de La Fontaine, dont il n’a ni la grâce, ni l’abondance, ni la fécondité, il est très remarquable comme fabuliste et passe pour un dus meilleurs poètes, en ce genre, de l’Italie. Son style est simple et naturel, et ses sujets, bien choisis, sont présentés d’une manière fort agréable.

## Sources
1. ↑  (it) Valeria Tavazzi, « Pignotti, Lorenzo in "Dizionario Biografico" », sur treccani.it, 2015 (consulté le 25 octobre 2021).

« Lorenzo Pignotti », dans Pierre Larousse, Grand dictionnaire universel du XIXe siècle, Paris, Administration du grand dictionnaire universel, 15 vol., 1863-1890 [détail des éditions].